# Ingrid Hjelmseth
Ingrid Hjelmseth (* 10. April 1980) ist eine norwegische ehemalige Fußballspielerin. Die Torfrau stand über zehn Jahre beim norwegischen Verein Stabæk FK unter Vertrag und war Stammtorhüterin der A-Nationalmannschaft bei je drei EM- und WM-Endrunden.

## Karriere

### Vereine
Hjelmseth begann ihre Karriere beim Verein Skjetten SK. Zwischen 1998 und 2007 spielte sie für Trondheims-Ørn SK und gewann 2000, 2001 und 2003 die norwegische Meisterschaft sowie 1999, 2001 und 2002 den norwegischen Pokal. 2007 wechselte sie zu Asker FK, der vor der Saison 2009 von Stabæk IF übernommen wurde und mit dem sie weitere Meisterschaften und Pokalsiege feiern konnte. Mit dem Verein nahm sie an der UEFA Women’s Champions League 2011/12, UEFA Women’s Champions League 2012/13 und UEFA Women’s Champions League 2014/15 teil, wo sie aber nur einmal bis ins Achtelfinale kam. Am Ende der Saison 2019 beendete sie ihre Karriere als Spielerin und arbeitet seitdem als Torhüter-Trainerin bei Stabæk.

### Nationalmannschaften
Hjelmseth erreichte mit der U-21-Mannschaft 2000 beim Nordic Cup Platz 3, 2001 reichte es nur zu Platz 8.
Sie debütierte 2003 in der norwegischen Nationalmannschaft und ist seit 2009 Stammtorhüterin. Bisher sie hat 131 Länderspiele absolviert (Stand: 9. April 2019). Hjelmseth nahm an den Europameisterschaften 2005 (ohne Einsatz), 2009, 2013 und 2017 teil.
Die Torfrau hatte mit der norwegischen Frauen Nationalmannschaft in Finnland bei der Fußball-Europameisterschaft der Frauen 2009 fünf Einsätze und erreichte mit ihrer Mannschaft das Halbfinale. In den fünf Spielen bekam sie neun Gegentore. Sie stand im Kader für die WM 2011 und bei allen drei Gruppenspielen in der Startelf. Im letzten Gruppenspiel musste sie in der Halbzeitpause wegen einer Verletzung, die sie sich in der 29. Minute zugezogen hatte, ausgewechselt werden. Da Norwegen das Spiel gegen Australien verlor, war die WM damit für Norwegen beendet.
2013 stand sie im Kader für die  Fußball-Europameisterschaft der Frauen und erreichte mit ihrer Mannschaft das Finale, in dem Norwegen mit 0:1 gegen Deutschland verlor. Dabei sorgte sie im Halbfinale durch zwei gehaltenen Elfmeter im Elfmeterschießen gegen Dänemark für den Finaleinzug.
Im Mai 2015 wurde sie für die WM 2015 nominiert. Sie wurde in den vier Spielen der Norwegerinnen eingesetzt, schied aber mit ihrer Mannschaft im Achtelfinale gegen England aus.
Auch unter dem neuen Nationaltrainer Roger Finjord blieb sie Stammtorhüterin und kam am 23. Oktober 2015 im EM-Qualifikationsspiel gegen Wales zu ihrem 100. Länderspiel.
Für das Qualifikationsturnier der  UEFA für die Olympischen Spiele 2016, bei dem Norwegen als Letzter die Qualifikation verpasste, konnte sie aufgrund einer Verletzung nicht berücksichtigt werden.
Bei der EM 2017 wurde sie in den drei Gruppenspielen eingesetzt nach denen die Norwegerinnen erstmals ohne eigenen Torerfolg als Gruppenletzte ausschieden.
In der Qualifikation zur WM 2019 gehörte sie zu den acht Norwegerinnen, die alle acht Spiele mitmachten. Sie kassierte dabei nur vier Gegentore und ließ viermal kein Gegentor zu. Am Ende wurden sie vor Europameister Niederlande Gruppensieger. Ihren ersten Turniererfolg hatte sie 2019 mit dem Gewinn des Algarve-Cups, bei dem sie aber nur einen Einsatz hatte. Am 2. Mai wurde sie für die WM 2019 und damit ihre dritte WM nominiert. Bei der WM stand sie in den fünf Spielen der Norwegerinnen im Tor. Im Achtelfinale gegen Australien, das im Elfmeterschießen entschieden werden musste, konnte sie einen Elfmeter halten und verhalf somit ihrer Mannschaft mit zum Einzug ins Viertelfinale. Dort verloren sie mit 0:3 gegen England. Eine höhere Niederlage konnte sie verhindern, indem sie in der 83. Minute einen Strafstoß halten konnte. Mit 39 Jahren und 78 Tagen  war sie die älteste eingesetzte Torhüterin bei der WM.
Am 3. September 2019 bestritt sie beim 2:1-Sieg gegen England ihr letztes Länderspiel. In 138 Länderspielen blieb sie 49-mal ohne Gegentor.

## Erfolge
- Norwegische Meisterschaft: 2000, 2001 und 2003 (mit Trondheims-Ørn SK), 2010 und 2013 (mit Stabæk FK)
- Norwegischer Pokal der Frauensieger: 1999, 2001 und 2002 (mit Trondheims-Ørn SK), 2011, 2012 und 2013 (mit Stabæk FK)
- Algarve-Cup-Siegerin 2019

## Auszeichnungen
- Wahl in das All-Star-Team der EM 2013
- 2019: Kniksen-Ehrenpreis[10]